# لودفيغ لارسن
لودفيغ لارسن (بالنرويجية البوكمول: Ludvig Larsen)‏ هو لاعب رماية نرويجي، ولد في 10 مارس 1883 في هامار في النرويج، وتوفي في 31 يناير 1948 في أوسلو في النرويج.

## وصلات خارجية
- لودفيغ لارسن على موقع أوليمبيديا (الإنجليزية)